# UCI Asia Tour 2012
Navigation
Édition précédente Édition suivante
L'UCI Asia Tour 2012 est la huitième édition de l'UCI Asia Tour, l'un des cinq circuits continentaux de cyclisme de l'Union cycliste internationale. Il est composé de 29 compétitions, organisées du 2 octobre 2011 au 30 septembre 2012 en Asie.

## Calendrier des épreuves

### Octobre 2011
| Date  | Course           | Pays      | Classe | Vainqueur          | Équipe                  |
| ----- | ---------------- | --------- | ------ | ------------------ | ----------------------- |
| 2-12  | Tour d'Indonésie | Indonésie | 2.2    | Eric Sheppard      | Plan B Racing           |
| 20-28 | Tour de Hainan   | Chine     | 2.HC   | Valentin Iglinskiy | Astana                  |
| 23    | Japan Cup        | Japon     | 1.HC   | Nathan Haas        | Genesys Wealth Advisers |

### Novembre 2011
| Date  | Course            | Pays  | Classe | Vainqueur        | Équipe               |
| ----- | ----------------- | ----- | ------ | ---------------- | -------------------- |
| 1-5   | Tour du lac Taihu | Chine | 2.2    | Boris Shpilevsky | Tabriz Petrochemical |
| 12-13 | Tour de Okinawa   | Japon | 2.2    | Kazuhiro Mori    | Aisan Racing         |

### Février 2012
| Date  | Course                                         | Pays     | Classe | Vainqueur          | Équipe                           |
| ----- | ---------------------------------------------- | -------- | ------ | ------------------ | -------------------------------- |
| 5-10  | Tour du Qatar                                  | Qatar    | 2.HC   | Tom Boonen         | Omega Pharma-Quick Step          |
| 14-19 | Tour d'Oman                                    | Oman     | 2.HC   | Peter Velits       | Omega Pharma-Quick Step          |
| 15    | Championnats d'Asie - contre-la-montre espoirs | Malaisie | CC     | Arvin Moazemi      | Équipe nationale d'Iran          |
| 15    | Championnats d'Asie - contre-la-montre         | Malaisie | CC     | Eugen Wacker       | Équipe nationale du Kirghizistan |
| 17    | Championnats d'Asie - course en ligne espoirs  | Malaisie | CC     | Tomohiro Kinoshita | Équipe nationale du Japon        |
| 18    | Championnats d'Asie - course en ligne          | Malaisie | CC     | Wong Kam Po        | Équipe nationale de Hong Kong    |
| 24-4  | Tour de Langkawi                               | Malaisie | 2.HC   | José Serpa         | Androni Giocattoli-Venezuela     |

### Mars 2012
| Date  | Course         | Pays           | Classe | Vainqueur    | Équipe |
| ----- | -------------- | -------------- | ------ | ------------ | ------ |
| 10-16 | Tour de Taïwan | Taipei chinois | 2.1    | Rhys Pollock | Drapac |

### Avril 2012
| Date  | Course               | Pays         | Classe | Vainqueur             | Équipe                       |
| ----- | -------------------- | ------------ | ------ | --------------------- | ---------------------------- |
| 1-6   | Tour de Thaïlande    | Thaïlande    | 2.2    | Mitchell Lovelock-Fay | Équipe nationale d'Australie |
| 14-17 | Tour des Philippines | Philippines  | 2.2    | Baler Ravina          | GO21                         |
| 22-29 | Tour de Corée        | Corée du Sud | 2.2    | Park Sung-baek        | KSPO                         |
| 27-1  | Tour de Bornéo       | Malaisie     | 2.2    | Michael Torckler      | PureBlack Racing             |

### Mai 2012
| Date  | Course             | Pays     | Classe | Vainqueur            | Équipe           |
| ----- | ------------------ | -------- | ------ | -------------------- | ---------------- |
| 8-13  | Jelajah Malaysia   | Malaisie | 2.2    | Yusup Abrekov        | Uzbekistan Suren |
| 11-16 | Tour d'Azerbaïdjan | Iran     | 2.2    | Javier Ramírez Abeja | Andalucía        |
| 20-27 | Tour du Japon      | Japon    | 2.2    | Fortunato Baliani    | Nippo            |
| 31-3  | Tour de Kumano     | Japon    | 2.2    | Fortunato Baliani    | Nippo            |

### Juin 2012
| Date  | Course              | Pays      | Classe | Vainqueur        | Équipe                           |
| ----- | ------------------- | --------- | ------ | ---------------- | -------------------------------- |
| 4-10  | Tour de Singkarak   | Indonésie | 2.2    | Óscar Pujol      | Azad University Cross            |
| 17    | Tour de Jakarta     | Indonésie | 1.2    | Cris Joven       | Équipe nationale des Philippines |
| 29-12 | Tour du lac Qinghai | Chine     | 2.HC   | Hossein Alizadeh | Tabriz Petrochemical             |

### Août 2012
| Date | Course                | Pays      | Classe | Vainqueur      | Équipe       |
| ---- | --------------------- | --------- | ------ | -------------- | ------------ |
| 29-1 | Tour de Java oriental | Indonésie | 2.2    | Ivan Tsissaruk | Astana Track |

### Septembre 2012
| Date  | Course           | Pays   | Classe | Vainqueur           | Équipe                   |
| ----- | ---------------- | ------ | ------ | ------------------- | ------------------------ |
| 7-13  | Tour de Chine I  | Chine  | 2.1    | Martin Pedersen     | Christina Watches-Onfone |
| 15-17 | Tour de Hokkaido | Japon  | 2.2    | Maximiliano Richeze | Nippo                    |
| 16-23 | Tour de Chine II | Chine  | 2.1    | Stefan Schumacher   | Christina Watches-Onfone |
| 26-30 | Tour de Brunei   | Brunei | 2.2    | Hossein Askari      | Tabriz Petrochemical     |

### Épreuves annulées
| Date            | Course                              | Pays         | Classe | Cause                  |
| --------------- | ----------------------------------- | ------------ | ------ | ---------------------- |
| 23 octobre      | Tour de Séoul                       | Corée du Sud | 1.2    |                        |
| 11 décembre     | Tour de la mer de Chine méridionale | Hong Kong    | 1.2    |                        |
| 22 janvier      | Tour de Mumbai I                    | Inde         | 1.2    |                        |
| 26 janvier      | Tour de Mumbai II                   | Inde         | 1.1    |                        |
| 29 janvier      | Tour de Mumbai III                  | Inde         | 1.1    |                        |
| 23 mars–4 avril | Tour du Pakistan                    | Pakistan     | 2.2    |                        |
| 25 mars         | Tour d'Inde III                     | Inde         | 1.1    |                        |
| 28 mars         | Tour d'Inde I                       | Inde         | 1.2    |                        |
| 1er avril       | Tour d'Inde II                      | Inde         | 1.2    |                        |
| 22 avril        | Melaka Governor Cup                 | Malaisie     | 1.2    |                        |
| 20-24 mai       | Tour du golfe Persique              | Iran         | 2.2    |                        |
| 16 juin         | Golan I                             | Syrie        | 1.2    | Guerre civile syrienne |
| 18 juin         | Golan II                            | Syrie        | 1.2    | Guerre civile syrienne |
| 25-29 août      | Kerman Tour                         | Iran         | 2.2    |                        |
| 1er-5 septembre | Milad De Nour Tour                  | Iran         | 2.2    |                        |

## Classements finals
Source : UCI Asia Tour
| #   | Coureur             | Pays      | Pts    |
| 1.  | Hossein Alizadeh    | Iran      | 223    |
| 2.  | Stefan Schumacher   | Allemagne | 221.33 |
| 3.  | Andrea Guardini     | Italie    | 216    |
| 4.  | Wong Kam Po         | Hong Kong | 210    |
| 5.  | Taiji Nishitani     | Japon     | 207    |
| 6.  | Luka Mezgec         | Slovénie  | 186    |
| 7.  | José Serpa          | Colombie  | 180    |
| 8.  | Harrif Salleh       | Malaisie  | 145    |
| 9.  | Maximiliano Richeze | Argentine | 129    |
| 10. | Cameron Wurf        | Australie | 121.33 |

| #   | Équipe                       | Pays        | Pts    |
| 1.  | Terengganu                   | Malaisie    | 539    |
| 2.  | Tabriz Petrochemical         | Iran        | 440    |
| 3.  | Christina Watches-Onfone     | Danemark    | 432.98 |
| 4.  | Nippo                        | Japon       | 417    |
| 5.  | Champion System              | Chine       | 414.99 |
| 6.  | Aisan Racing                 | Japon       | 346    |
| 7.  | Androni Giocattoli-Venezuela | Italie      | 290    |
| 8.  | Type 1-Sanofi                | États-Unis  | 288    |
| 9.  | Genesys Wealth Advisers      | Australie   | 267    |
| 10. | Farnese Vini-Selle Italia    | Royaume-Uni | 258    |

### Classements par nations
| #   | Pays         | Pts    |
| 1.  | Kazakhstan   | 856.84 |
| 2.  | Japon        | 841    |
| 3.  | Malaisie     | 592    |
| 4.  | Iran         | 557    |
| 5.  | Hong Kong    | 449    |
| 6.  | Corée du Sud | 289    |
| 7.  | Ouzbékistan  | 245    |
| 8.  | Indonésie    | 207    |
| 9.  | Philippines  | 183    |
| 10. | Kirghizistan | 170    |

| #   | Pays (U23)   | Pts    |
| 1.  | Kazakhstan   | 613.34 |
| 2.  | Malaisie     | 183    |
| 3.  | Japon        | 116    |
| 4.  | Indonésie    | 92     |
| 5.  | Iran         | 73     |
| 6.  | Hong Kong    | 73     |
| 7.  | Viêt Nam     | 53     |
| 8.  | Corée du Sud | 46     |
| 9.  | Philippines  | 43     |
| 10. | Singapour    | 35     |